# ニコラス・ポコック
ニコラス・ポコック（Nicholas Pocock、1740年3月2日 – 1821年3月9日）はイギリスの画家である。同時代の海戦の情景や、海岸の風景を描いた。

## 略歴
商業港として栄えていたブリストルで、船員の息子に生まれた 。ポコックも商船の船員の仕事に就き、仕事の傍ら、ペン画やウォッシュ (水彩画)で船や海岸の風景を描き、その技術は卓越したものになった。
アメリカ独立戦争(1775年-1783年)の影響でアメリカとの貿易が失われたことにより、1778年に働いていた船会社が倒産し、ポコックは船員の仕事をあきらめ、画家を職業とすることにした。
1782年に、ロイヤル・アカデミー・オブ・アーツの展覧会に作品が展示された。その年の末、アメリカ独立戦争中にジョージ・ロドニー卿が指揮するイギリス艦隊がフランス艦隊に勝利したセインツの海戦を題材にした連作の注文を得た。1789年にロンドンに移り、画家としての人気は高まり、多くの顧客を得ることができた。海軍提督、サミュエル・フッドのお気に入りの画家になり、国王ジョージ3世の宮廷海洋画家の称号を得た。
ポコックは海戦を描く時に、目撃者にその時の天候や風の様子、軍艦の位置関係などを聞き、船の外観の調査をし、海戦に参加したそれぞれの船の下書きなど、綿密な準備をしたとされる。「栄光の6月1日」と呼ばれる1794年のイギリス海軍とフランス海軍との間の海戦に、フリゲート艦ペガサスに乗船して観戦した。
海戦を描いた油絵の大作の他に、海岸風景や艦船を描いた多くの水彩画も残した。
1780年にブリストルで結婚し、8人の子供が生まれた。息子に劇作家、画家になったアイザック・ポコック(Isaac Pocock: 1782–1835)や、海軍将校で海洋画家になったウィリアム・イネス・ポコック(William Innes Pocock: 1783-1836)がいる。孫のアルフレッド・イネス・フリップ(Alfred Downing Fripp)とジョージ・アーサー・フリップ(George Arthur Fripp)も画家になった。

## 作品

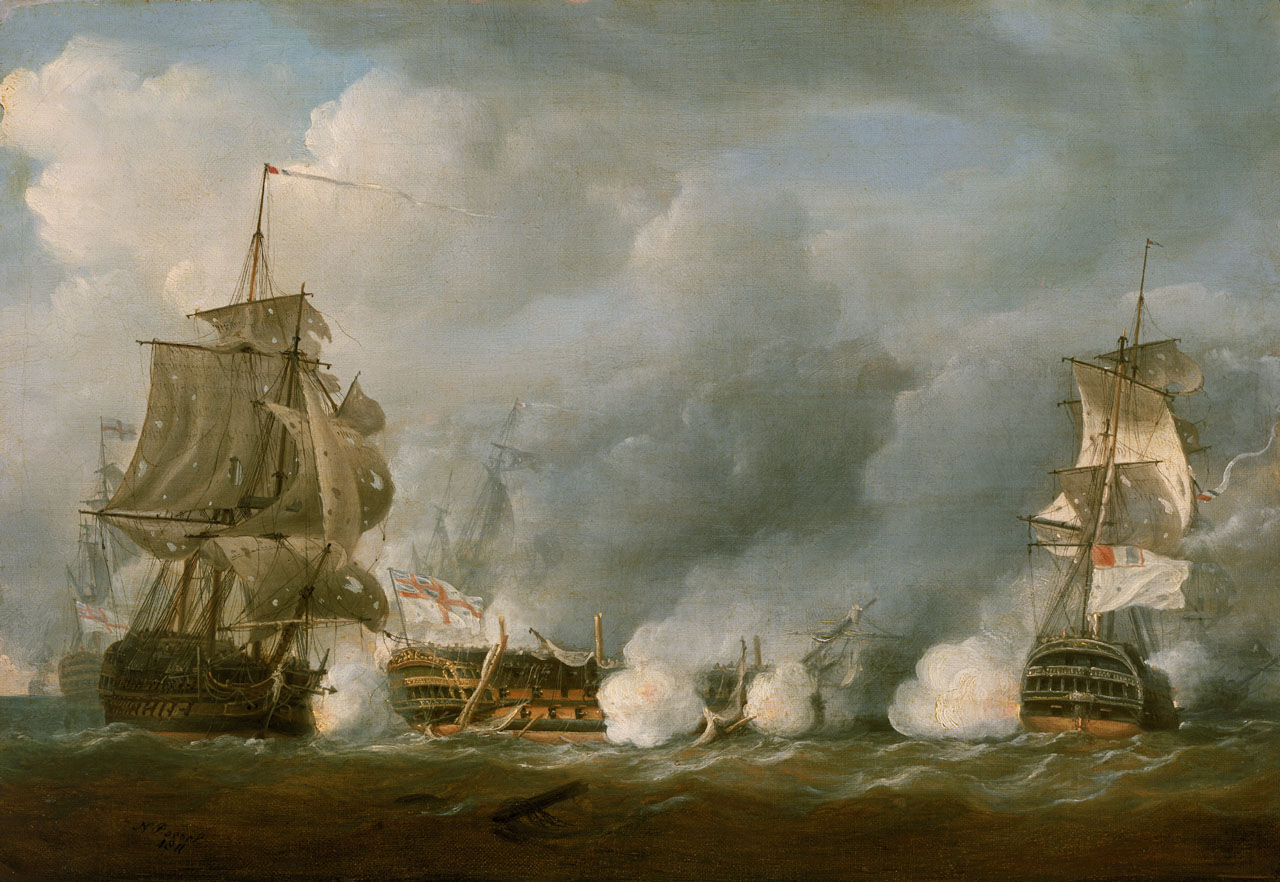
1794年のイギリス海軍とフランス海軍との間の海戦 (1811) 国立海事博物館蔵
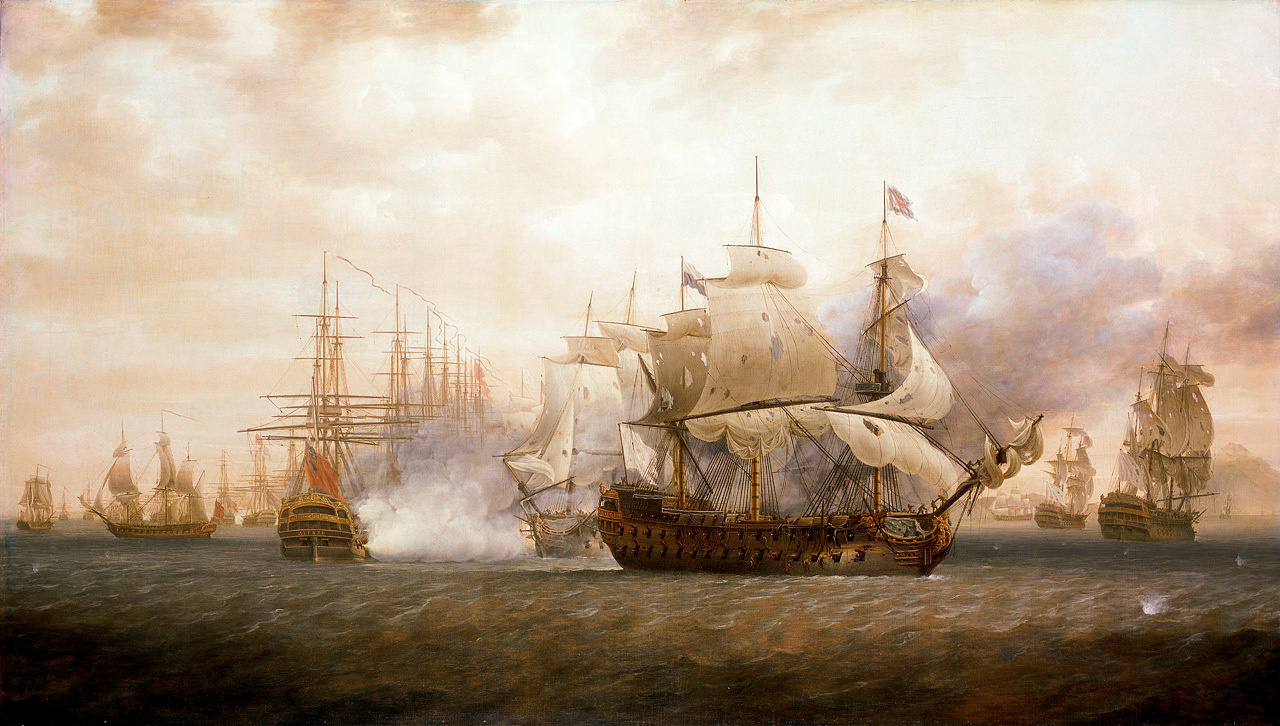
1782年のBattle of Frigate Bay
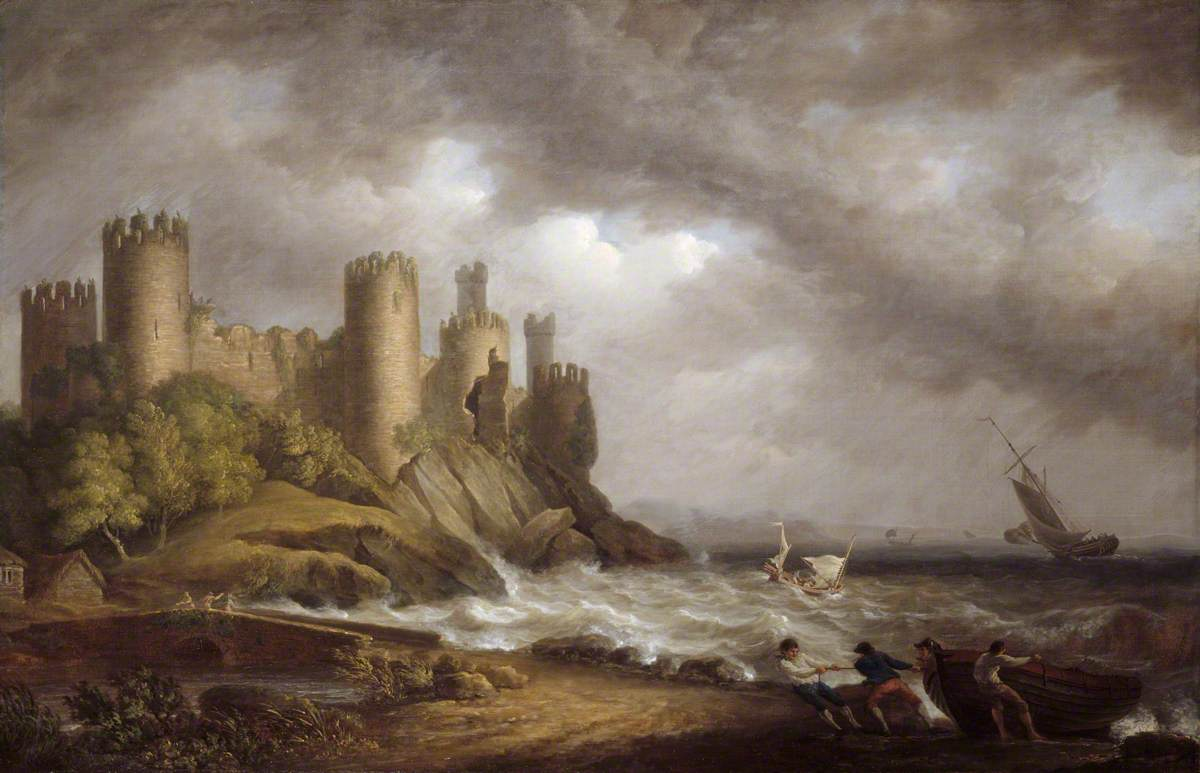
コンウィ城(1794)
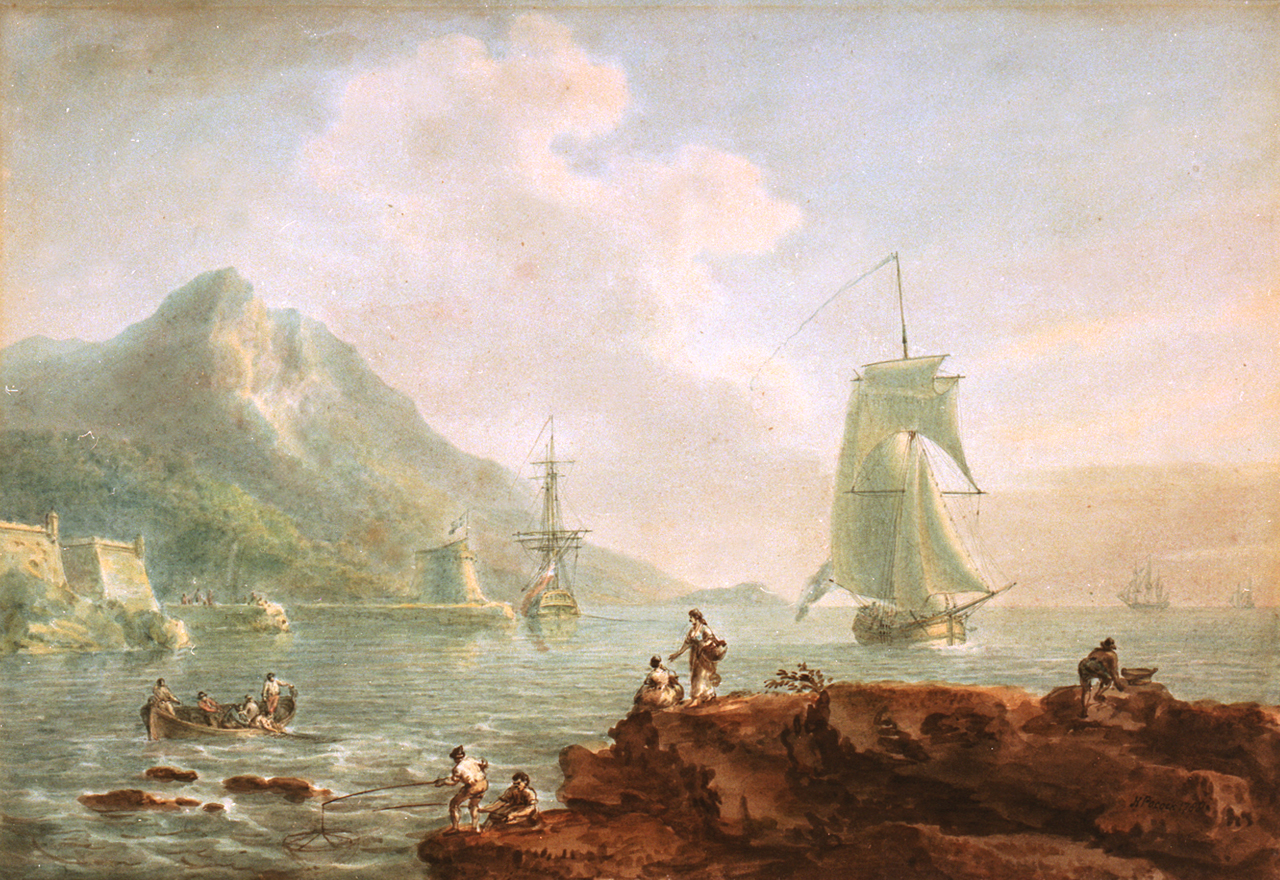
コルシカ島の海岸

## 関連文献
- Cordingly, David (1986). Nicholas Pocock, 1740-1821. London: Conway Press. ISBN 0870219936.